# Wienand Ruttger von Quadt zu Alsbach
Der Rittmeister Wienand Ruttger von Quadt zu Alsbach aus dem niederrheinischen Adelsgeschlecht Quadt war im 17. Jahrhundert Herr des Adelssitzes Haus Alsbach in Engelskirchen.
Er war in dieser Zeit auch Patronatsherr der katholischen Kirchengemeinde St. Peter und Paul in Engelskirchen. Im Dreißigjährigen Krieg (1618–1648) drangen im Jahr 1638 vagabundierende Schwedenhorden nach Engelskirchen ein, um das Dorf im Morgengrauen auszuplündern. Einem Bewohner des Dorfes gelang es, sich nach Haus Alsbach durchzuschlagen und den Rittmeister von Quadt zu wecken. Dieser ritt an der Spitze seiner Knechte nach Engelskirchen und trieb die Schweden bis zum Ortsteil Hardt vor sich her. Da er rasch von seinem Lager aufgestanden war, hatte er keine Zeit gehabt, seinen rechten Stiefel anzuziehen. Diesen hat er dann bei der Verfolgung der Schweden in der Hand geschwenkt. In der Schlacht bei Hardt wurden die Schweden in die Flucht geschlagen. Dieser Einsatz für die Verteidigung des Dorfes wurde in einem Heimatgedicht und mehreren Bildern, die von Quadt hoch zu Rosse mit einem Stiefel zeigen, festgehalten. Das Gedicht wurde bis in die 1930er Jahre in der Volksschule Engelskirchen gelehrt. Mitglieder des Senats der KG Närrische Oberberger von 1893 e. V. nahmen sich im Jahre 2002 dieses Themas an und gründeten die Schlossgarde Rittmeister von Quadt zu Alsbach. Im Landsknechtskostüm, mit schwerem Reitersäbel und unter den Klängen des Schlossgardemarsches erinnert diese Garde im Karneval an den Rittmeister von Quadt zu Alsbach.
Karl Heinrich Steinheuer hat 1887 das Gedicht niedergeschrieben. Eine Variante des Gedichtes, welches in der Volksschule von Engelskirchen zu lernen war, lautet:
Wach auf von Quadt! Es naht der Feind,
Die wilden Schwedenhorden
Verwüsten rings der bergische Land
Mit Plündern und mit Morden.
Er sprang vom Lager rasch empor,
War schnell zu Pferd gesessen,
Dass er in aller Eile gar
Die Stiefel hat vergessen.
Was uns vor Allem heilig währt,
Der Väter alten Glauben,
Den schützen wir mit Faust und Schwert,
Und lassen Ihn nicht Rauben.
Das war am Berg ein harter Kampf
Zur nächtlich dunklen Stunde.
Es blutete wohl mancher Held
Aus klaffend tiefer Wunde.
Und zum Gedächtnis dieser Tat
Im Ehreshovener Schlosse
Siehst man den Herrn von Quadt,
Ohn’ Stiefel hoch zu Rosse.